# لئوناردو هلیکاپترز ای‌دابلیو۲۴۹
لئوناردو هلیکاپترز ای‌دابلیو۲۴۹ (به انگلیسی: Leonardo Helicopters AW249) یک پروژه برای ساخت بالگرد جنگنده در شرکت لئوناردو است.

## توسعه
در سال ۲۰۱۷ ارتش ایتالیا در یک مناقصه برای خرید بالگرد جنگنده، مبلغ ۴۸۷ میلیون دلار را برای پروژه بالگرد جنگنده نوین درنظر گرفت تا آگوستا ای۱۲۹ مانگوستا از ارتش ایتالیا بازنشسته شود. برنامه‌ریزی شده که بالگرد ای‌دابلیو۲۴۹ تا سال ۲۰۲۵ وارد ناوگان ایتالیا شود و ارتش این کشور ۴۸ فروند را سفارش داده‌است. ارتش ایتالیا ۵۹ فروند ای۱۲۹ مانگوستا از آگوستا-وستلند خریداری کرده بود که تا سال ۲۰۱۸ تنها ۳۲ فروند از آنها عملیاتی هستند.

## طراحی
بالگرد ای‌دابلیو۲۴۹ مانایی و آفند بسیار بالاتری نسبت به مانگوستا دارد و در ساخت آن فناوری‌های پیشرفتهٔ انتقال داده و خودمختاری الکترونیکی بکار رفته‌اند. ارتش ایتالیا سفارش داد که در ساخت این بالگرد از فناوری‌های به کار رفته در توپ اوتو ملارا، برای سامانه هدفگیری آن از سامانه‌های هدف‌گیری رافائل و برای موشکهایش از موشک اسرائیلی اسپایک بهره ببرند که پیشتر در مانگوستا هم به کار می‌رفت. همچنین سفارش داده شد که از گیربکس و ملخ آگوستاوستلند ای‌دابلیو۱۴۹ در این بالگرد استفاده کنند زیرا کیفیت بالاتری نسبت به گیربکس و ملخ مانگوستا دارد. برای موتور این بالگرد دو عدد موتور آمریکایی جنرال الکتریک تی۷۰۰ درنظر گرفته شده‌است که این امکان وجود دارد تا بجای آن، دو موتور فرانسوی توربومکا آرتی‌ام۳۲۲ در بالگرد به کار برود.

## مشخصات
داده‌ها از Defence24
ویژگی‌های عمومی
- خدمه: two
- ظرفیت: >1800 kg
- بیشترین وزن برخاست: ۷٬۰۰۰–۸٬۰۰۰ کیلوگرم (۱۵٬۴۳۲–۱۷٬۶۳۷ پوند)
- پیشرانه: ۲ عدد turboshaft General Electric CT7-2E1, ۱٬۵۰۰ کیلووات (۲٬۰۰۰ اسب بخار کوتاه)  در هر موتور
- سرعت کروز: ۲۵۹ کیلومتر بر ساعت (۱۶۱ مایل بر ساعت، ۱۴۰ گره)
- مداومت پروازی: 3 hours
- حداکثر ارتفاع: ۴٬۶۰۰–۶٬۱۰۰ متر (۱۵٬۰۰۰–۲۰٬۰۰۰ فوت)

تسلیحات

- اسلحه‌ها: OTO Melara TM197B 20mm rotary cannon
- موشک‌ها: RAFAEL Spike